# Notocelia rosaecolana
Notocelia rosaecolana es una especie de polilla del género Notocelia, tribu Eucosmini, familia Tortricidae. Fue descrita científicamente por Doubleday en 1850.
La envergadura es de unos 15–20 milímetros. Se distribuye por Europa: Reino Unido.